# Brian Tyler
Brian Theodore Tyler (Orange County, 8 mei 1972) is een Amerikaans filmcomponist.
Tyler studeerde aan de Harvard-universiteit in Cambridge (Massachusetts) en begon zijn carrière in 1997, met het componeren van de filmmuziek voor de film Bartender. Hij speelt diverse muziekinstrumenten zoals een piano, gitaar, drums, bas en cello. Tyler's filmmuziek wordt vaak geleid door het 'London Symphony Orchestra' en het 'Hollywood Studio Symphony'. De soundtrack die hij componeerde voor de miniserie Children of Dune werd later ook gebruikt bij de realityserie Peking Express. In 2018 was hij verantwoordelijk voor het originele thema van de Formule 1.
Tyler werd in 2009 genomineerd voor de 'Film Composer of the Year' door het International Music Critics Assciation. Ook werd hij genomineerd voor drie Emmy Awards.

## Filmografie
| Jaar | Titel                                              | Opmerkingen                              |
| ---- | -------------------------------------------------- | ---------------------------------------- |
| 1997 | Bartender                                          |                                          |
| 1998 | Six-String Samurai                                 |                                          |
| 1999 | The Settlement                                     |                                          |
| 1999 | The 4th Floor                                      |                                          |
| 1999 | Simon Sez                                          |                                          |
| 2000 | Shadow Hours                                       |                                          |
| 2000 | Panic                                              |                                          |
| 2000 | Four Dogs Playing Poker                            |                                          |
| 2000 | Terror Tract                                       |                                          |
| 2001 | Strings                                            |                                          |
| 2001 | Plan B                                             |                                          |
| 2001 | Frailty                                            |                                          |
| 2002 | Bubba Ho-Tep                                       |                                          |
| 2002 | Vampires: Los Muertos                              |                                          |
| 2003 | Darkness Falls                                     |                                          |
| 2003 | The Hunted                                         |                                          |
| 2003 | The Big Empty                                      |                                          |
| 2003 | Timeline                                           |                                          |
| 2003 | Thoughtcrimes                                      |                                          |
| 2004 | Perfect Opposites                                  |                                          |
| 2004 | The Final Cut                                      |                                          |
| 2004 | Godsend                                            |                                          |
| 2004 | Paparazzi                                          |                                          |
| 2005 | Constantine                                        | met Klaus Badelt                         |
| 2005 | The Greatest Game Ever Played                      |                                          |
| 2006 | Annapolis                                          |                                          |
| 2006 | Bug                                                |                                          |
| 2006 | The Fast and the Furious: Tokyo Drift              |                                          |
| 2007 | Finishing the Game: The Search for a New Bruce Lee |                                          |
| 2007 | Partition                                          |                                          |
| 2007 | War                                                |                                          |
| 2007 | Aliens vs. Predator: Requiem                       |                                          |
| 2008 | Rambo                                              |                                          |
| 2008 | Bangkok Dangerous                                  |                                          |
| 2008 | Eagle Eye                                          |                                          |
| 2008 | The Lazarus Project                                |                                          |
| 2009 | The Killing Room                                   |                                          |
| 2009 | Dragonball Evolution                               |                                          |
| 2009 | Fast & Furious                                     |                                          |
| 2009 | Middle Men                                         |                                          |
| 2009 | The Final Destination                              |                                          |
| 2009 | Law Abiding Citizen                                |                                          |
| 2010 | The Expendables                                    |                                          |
| 2011 | Battle: Los Angeles                                |                                          |
| 2011 | Fast Five                                          |                                          |
| 2011 | Final Destination 5                                |                                          |
| 2012 | John Dies at the End                               |                                          |
| 2012 | Columbus Circle                                    |                                          |
| 2012 | Brake                                              |                                          |
| 2012 | The Expendables 2                                  |                                          |
| 2013 | Standing Up                                        |                                          |
| 2013 | Iron Man 3                                         |                                          |
| 2013 | Now You See Me                                     |                                          |
| 2013 | Thor: The Dark World                               |                                          |
| 2014 | The Expendables 3                                  |                                          |
| 2014 | Into the Storm                                     |                                          |
| 2014 | Teenage Mutant Ninja Turtles                       |                                          |
| 2015 | Furious 7                                          |                                          |
| 2015 | Avengers: Age of Ultron                            | met Danny Elfman                         |
| 2015 | Truth                                              |                                          |
| 2016 | Criminal                                           | met Keith Power                          |
| 2016 | Now You See Me 2                                   |                                          |
| 2016 | The Disappointments Room                           |                                          |
| 2017 | xXx: Return of Xander Cage                         | met Robert Lydecker                      |
| 2017 | Power Rangers                                      |                                          |
| 2017 | Fast & Furious 8                                   | Originele titel: The Fate of the Furious |
| 2017 | The Mummy                                          |                                          |
| 2018 | Crazy Rich Asians                                  |                                          |
| 2019 | Escape Room                                        | met John Carey                           |
| 2019 | What Men Want                                      |                                          |
| 2019 | Five Feet Apart                                    | met Breton Vivian                        |
| 2019 | Ready or Not                                       |                                          |
| 2019 | Rambo: Last Blood                                  |                                          |
| 2019 | Charlie's Angels                                   |                                          |
| 2020 | Clouds                                             |                                          |
| 2021 | Those Who Wish Me Dead                             |                                          |
| 2021 | Fast & Furious 9                                   | Originele titel: F9                      |
| 2021 | Escape Room: Tournament of Champions               | met John Carey                           |
| 2022 | Scream                                             |                                          |
| 2022 | Redeeming Love                                     | met Breton Vivian                        |
| 2023 | Scream VI                                          | met Sven Faulconer                       |
| 2023 | Fast X                                             |                                          |

## Overige producties

### Computerspellen
| Jaar | Titel                                         | Opmerkingen |
| ---- | --------------------------------------------- | ----------- |
| 2010 | LEGO Universe                                 |             |
| 2011 | Call of Duty: Modern Warfare 3                |             |
| 2011 | Need for Speed: The Run                       |             |
| 2012 | Far Cry 3                                     |             |
| 2013 | Army of Two: The Devil's Cartel               |             |
| 2013 | Assassin's Creed IV: Black Flag               |             |
| 2013 | Assassin's Creed IV: Black Flag - Freedom Cry |             |
| 2018 | Lost Ark Online                               |             |

### Televisiefilms
| Jaar | Titel                    | Opmerkingen |
| ---- | ------------------------ | ----------- |
| 1998 | Final Justice            |             |
| 1998 | Living in Captivity      |             |
| 1999 | Sirens                   |             |
| 2000 | Trapped in a Purple Haze |             |
| 2001 | Jane Doe                 |             |
| 2002 | Last Call                |             |
| 2005 | Painkiller Jane          |             |
| 2015 | Edge                     |             |

### Televisieseries
| Jaar | Titel               | Opmerkingen |
| ---- | ------------------- | ----------- |
| 1997 | Jenny               | 1997-1998   |
| 2003 | Children of Dune    | miniserie   |
| 2010 | Transformers: Prime | 2010-2013   |
| 2010 | Hawaii Five-0       | 2010-2020   |
| 2011 | Terra Nova          |             |
| 2013 | Sleepy Hollow       | 2013-2017   |
| 2014 | Scorpion            | 2014-2018   |
| 2018 | Yellowstone         | 2018-2020   |
| 2019 | Swamp Thing         |             |

### Documentaires
| Jaar | Titel              | Opmerkingen |
| ---- | ------------------ | ----------- |
| 2016 | Under the Gun      |             |
| 2017 | A Symphony of Hope |             |
| 2018 | The Devil We Know  |             |

### Televisieprogramma's
| Jaar | Titel     | Opmerkingen              |
| ---- | --------- | ------------------------ |
| 2018 | Formule 1 | 2018-heden, thema muziek |

## Prijzen en nominaties

### BAFTA Awards
| Jaar | Titel                           | Categorie                | Uitslag     |
| ---- | ------------------------------- | ------------------------ | ----------- |
| 2013 | Far Cry 3                       | Beste computerspelmuziek | Genomineerd |
| 2014 | Assassin's Creed IV: Black Flag | Beste computerspelmuziek | Genomineerd |

### Emmy Awards
| Jaar | Titel               | Categorie                                                                            | Uitslag     |
| ---- | ------------------- | ------------------------------------------------------------------------------------ | ----------- |
| 2002 | Last Call           | Beste compositie voor een miniserie, film of special (dramatische achtergrondmuziek) | Genomineerd |
| 2011 | Transformers: Prime | Beste regie en compositie                                                            | Genomineerd |
| 2014 | Sleepy Hollow       | Beste titelmuziek                                                                    | Genomineerd |